# جائحة كورونا لعام 2020 في بورتلاند (أوريغون)
أُكد وصول جائحة كوفيد-19 إلى مدينة بورتلاند في ولاية أوريغون الأمريكية بتاريخ الثامن والعشرين من فبراير عام 2020.

## خلفية
جائحة كوفيد-19 هي جائحة مستمرة من مرض فيروس كورونا 2019، ناتجة عن الإصابة بفيروس كورونا 2 المرتبط بالمتلازمة التنفسية الحادة الشديدة (سارس كوف 2). بدأت الجائحة في مدينة ووهان التابعة لمقاطعة خوبي الصينية في ديسمبر من عام 2019. أعلنت منظمة الصحة العالمية أن الوباء الجديد يمثل حالة طوارئ للصحة العامة محل الاهتمام الدولي بتاريخ الثلاثين من يناير 2020، ثم أعلنت تصنيفه كجائحة في الحادي عشر من مارس 2020. 
اعتبارًا من الحادي عشر من يوليو 2020، أُعلن عن أكثر من 12.5 مليون حالة من كوفيد-19 في أكثر من 200 دولة ومقاطعة مستقلة، ما أدى إلى أكثر من 560,000 وفاة. تعافى من المرض أكثر من 6.88 مليون مصاب.
أُكد وصول الإصابة للمرة الأولى إلى الولايات المتحدة الأمريكية في يناير من عام 2020. أُكدت إصابات في الولايات الخمسين جميعًا، إضافة إلى واشنطن العاصمة وجميع تبعيات الولايات المتحدة المأهولة ما عدا ساموا الأمريكية. اعتبارًا من مارس 2020، تحوي الولايات المتحدة الأمريكية أكبر عدد من الإصابات الفعالة بالجائحة، كما تحتل المرتبة الثالثة للوفيات الناتجة عن الفيروس.

## الحالات
أُعلن عن الإصابة المحتملة الأولى في ولاية أوريغون بتاريخ الثامن والعشرين من فبراير عام 2020. تحدثت حاكمة الولاية كيت براون وأكد مدير هيئة أوريغون الصحية وجود مريض في مقاطعة واشنطن يعمل في مدرسة ليك أسويغو الابتدائية يُعالج في مشفى كايزر ويستسايد الطبي في مدينة هيلسبورو. أُغلق تجمع مدارس ليك أسويغو للتنظيف. أُكدت الحالة الأولى في مقاطعة مولتنوماه والخامسة عشر في أوريغون بتاريخ العاشر من مارس؛ كان المريض يُعالج في المركز الطبي الخاص بشؤون المحاربين القدامى. وصلت اختبار الفيروس إيجابيًا لأحد العاملين في مركز ويلز فارغو بتاريخ الرابع عشر من مارس، ما دفع بشركة ديفيس رايت تريمين المستأجرة للمبنى إلى إغلاق مكاتبها في بورتلاند. وصلت نتائج إيجابية لأكثر من ثلاثين شخصًا ضمن منطقة مدينة بورتلاند الكبرى بحلول الأول من أبريل.
كان التجمع الأكبر لوفيات فيروس كورونا اعتبارًا من منتصف أبريل هو مركز الرعاية الصحية لدار فوستر كريك التمريضية شمال شرق بورتلاند، وذلك بحصيلة خمسين حالة وأربع عشرة وفاة. لاحظت إدارة الموارد البشرية لولاية أوريغون عددًا من انتهاكات السلامة العامة. في الثلاثين من أبريل، أُكدت 11 إصابة بين الشعب المتنقل ضمن مساحة بورتلاند. في مايو، رفعت عائلة رجل مات في المركز الصحي لفوستر كريك دعوى مطالبة بمبلغ 2.4 مليون دولار.
قال باحثون في كلية الطب التابعة لجامعة أوريغون للصحة والعلوم إن الوباء في أوريغون «يملك واحدة من أكثر قصص البداية تنوعًا حتى الآن في الولايات المتحدة».

## رد الفعل الحكومي
في الثالث عشر من مارس، أعلن قسم شرطة بورتلاند تخفيف الاستجابات الشخصية للنداءات بهدف الحد من انتقال الفيروس. أغلقت مكتبة مقاطعة مولتنوماه جميع مكتباتها الفرعية، كما أغلق مكتب بورتلاند للمنتزهات والترفيه مراكزه الفنية والمجتمعية والمرافق الرياضية والمسابح، وذلك بناء على التوصيات الصادرة عن مراكز السيطرة على الأمراض والوقاية منها ومديرية صحة مقاطعة مولتنوماه والسلطات الصحية لولاية أوريغون. ألغى مكتب بورتلاند للمتنزهات والترفيه جميع البرامج الرياضية والنشاطات الداخلية في المراكز المجتمعية، لكنه لم يغلق ملاعب الغولف أو المواقع الطبيعية أو المنتزهات أو الملاعب أو طرق التنزه الطبيعية، كما لم يلغ النشاطات الخارجية التي تشمل أقل من 250 شخصًا.
إشعار بالإغلاق منشور على واجهة المكتبة الشمالية الشرقية التابعة لمكتبة مقاطعة مولتنوماه في السادس عشر من مارس 2020
تلقت شرطة بورتلاند 469 بلاغًا عن انتهاكات قوانين التباعد الاجتماعي بين الخامس والعشرين من مارس والرابع عشر من أبريل، لكنها لم تحرر أي مخالفات. بررت الشرطة موقفها بأن الملاحقة القانونية سوف تزيد العبء الواقع على النظام القضائي وقارنت تطبيق هذا القانون بفرض عقوبة على كل مخالفة مرورية مبلغ عنها. من ناحية أخرى، سجلت شرطة مدينة مانهاتن بيتش في كاليفورنيا 129 مخالفة خلال عطلة نهاية أسبوع واحدة في أوائل أبريل. أُغلقت صنابير بنسون التي تشتهر بها مدينة بورتلاند بين الثالث عشر من مارس والسابع عشر من أبريل، وذلك وفقًا لتوصيات مديرية صحة مقاطعة مولتنوماه.
في السابع عشر من مارس، أعلنت رئيسة مجلس مقاطعة مولتنوماه عن خطط لتقديم عدد يصل حتى 400 سرير إلى سكان المقاطعة المتأثرين بالجائحة والذين يحتاجون إلى مأوى. توفر 120 سريرًا في مركز تشارلز جوردان المجتمعي التابع لمكتب بورتلاند للمنتزهات والترفيه في التاسع عشر من مارس. تحول مركز أوريغون للمؤتمرات التابع للحكومة المحلية لولاية أوريغون إلى مأوى مؤقت يحوي 130 إلى 140 سريرًا إذ لم يكن بالإمكان إبقاؤه مفتوحًا أمام النشاطات العامة منذ الثاني عشر من مارس. أمل المكتب المشترك لخدمات المشردين -وهو تعاون مشترك بين مدينة بورتلاند ومقاطعة مولتنوماه- افتتاح عدد إضافي من الأسرة للأفراد السليمين الفائضين عن الملاجئ الموجودة سلفًا. استُخدمت الشاحنات التابعة لمكتبة مقاطعة مولتنوماه وخدمات التحكم بالحيوانات غير الأليفة للمساعدة في تحويل مركز المؤتمرات إلى دار لإيواء المشردين.
في الثاني والعشري من مارس، قال تيد ويلر عمدة بورتلاند إنه كان مستعدًا لإصدار قرار حظر تجول لسكان بورتلاند في حال لم تصدر الحاكمة براون قرارًا مشابها على مستوى الولاية. تعرضت حاكمة الولاية للضغط من قبل 25 عمدة في منطقة بورتلاند، إضافة إلى مجلس الحكومة المحلية لأوريغون وعدة مجالس مقاطعات ومسؤولين صحيين ومنتخبين. أصدرت قرارًا تنفيذيًا في الثالث والعشرين من مارس يقضي بالعزل المنزلي لجميع سكان أوريغون ما عدا بعض الاستثناءات، ويدعو إلى الالتزام بالتباعد الاجتماعي. يُعرض مخالفو هذا القانون إلى السجن لمدة تصل إلى 30 يومًا وغرامات تصل إلى 1,250 دولار أمريكي باعتبار المخالفة جنحة من الدرجة الثالثة. أكد مكتب شرطة بورتلاند أن المخالفات الجنائية كانت تمثل «خيارًا أخيرًا». أصدرت الشرطة بيانًا عامًا للشعب تطلب منه عدم الاتصال برقم الطوارئ 911 للإبلاغ عن مخالفات قرار حظر التجول، بل الاتصال برقم آخر غير مخصص للطوارئ. في مارس، أُعلن عن تمديد المهلة النهائية لدفع ضريبة الفنون في بورتلاند من الخامس عشر من أبريل حتى الخامس عشر من يوليو 2020.
في أوائل أبريل، ألغى مسؤولون رسميون في المدينة نحو 950 عملًا في المدينة بسبب الخسارة المتوقعة في الأرباح والمقدرة بنحو 100 مليون دولار. كانت هذه الأعمال بمعظمها موسمية وتمثل جزءًا من مجال المنتزهات والترفيه، فقد تضمنت مدربي الفنون واللياقة البدنية بالإضافة إلى المنقذين. طلب مسؤولون رسميون في بورتلاند من سلطات الولاية التغاضي عن رسوم الإيجار والأقساط المتأخرة. في أواخر أبريل، أعلنت عضو مجلس مدينة بورتلاند كلو يودالي ومكتب بورتلاند للنقل عن خطط لإغلاق نحو 100 ميل من الشوارع أمام حركة السيارات بهدف التشجيع على التباعد الاجتماعي للدراجات والمشاة. دُعي هذا المشروع رسميًا باسم «مبادرة الشوارع البطيئة / الشوارع الآمنة». إضافة إلى ذلك، أعلنت إدارة خدمات المركبات الآلية والمرور عن خطط لإغلاق معظم المكاتب. استمرت ستة مكاتب ميدانية -من بينها واحد في جنوب شرق بورتلاند- بالعمل «عن طريق المواعيد المسبقة فقط لتقديم خدمات ترخيص مروري تجاري محدودة».
في منتصف شهر مايو، أكد مكتب بورتلاند للمنتزهات والترفيه على إبقاء جميع المخيمات والمسابح العامة والمراكز الترفيهية مغلقة حتى انتهاء الصيف. أصبحت مقاطعة كلاكماس أولى المقاطعات في إعادة الافتتاح من بين مقاطعات منطقة بورتلاند الحضرية الثلاث الأكبر تعدادًا سكانيًا، وذلك في الثالث والعشرين من مايو 2020. سُمح للحانات والنوادي الرياضية والمطاعم وبقية مجالات العمل بمزاولة أعمالها في حال التقيد بعدد من معايير السلامة.
رُفض طلب مقاطعة مولتنوماه بإعادة الافتتاح اعتبارًا من الثاني عشر من يونيو من قبل الحاكمة براون بتاريخ الحادي عشر من يونيو.

## الأثر الاقتصادي
خفضت خطوط دلتا الجوية رحلاتها بين بورتلاند واليابان. وقطعت شركة الخطوط الجوية المتحدة 4 رحلات من 20 رحلة من بورتلاند بالإضافة إلى رحلة واحدة من يوجين. قامت شركة خطوط بلاد الشمس الجوية بتخفيض الرحلات بين بورتلاند وهونولولو ولاس فيجاس وسان فرانسيسكو.
دفع إغلاق المدارس وإلغاء الفعاليات الناس إلى تخزين الحاجيات. شوهدت طوابير طويلة في محلات البقالة ومخازن الطعام في جميع أنحاء منطقة بورتلاند. شهدت الصيدليات المحلية التي تبيع الماريجوانا (القنب) طلبًا متزايدًا إذ قام العملاء بتخزينها في حالة اضطرت المتاجر إلى الإغلاق مؤقتًا. سمحت لجنة ولاية أوريغون للمشروبات الكحولية (أوه إل سي سي) للمتاجر بالعمل عن طريق التوصيل إلى جانب المنزل والتوصيل إلى المنازل مؤقتًا.
علقت (أوه إل سي سي) تطبيق قانون أوريغون بيل في 15 مارس حتى يتمكن البقالون من التركيز على إعادة التخزين، والتعقيم وإدارة التباعد الاجتماعي. قد يختار البقالون عدم قبول إرجاع الزجاجات خلال هذه الفترة. تعاونية أوريغون لإعادة تدوير المشروبات (أوه بي آر سي) التي تدير مراكز استرداد حاويات المشروبات في جميع أنحاء ولاية أوريغون تبقي مراكزها مفتوحة. يبقى تعليق التنفيذ ساري المفعول حتى 1 يونيو 2020. أفادت صحيفة أوريغونيان في 23 أبريل أن مدينة بورتلاند تدير موقعًا لإعادة الزجاجات في «موقع غير معلوم في شمال بورتلاند» مقره في إحدى صيدليات المدينة التي تقدم لمدمني المخدرات خدمات مثل الحقن النظيفة وترياق الجرعات الزائدة من الأفيون.
في 28 مارس، رفعت ولاية أوريغون مؤقتًا الحظر المفروض على المضخات الذاتية في محطات الوقود لضمان توافر الوقود أثناء قضايا التوظيف المتعلقة بالوباء. يُسمح للمحطات بالسماح للعملاء بضخ الوقود الخاص بهم حتى 9 مايو.

### إغلاق الأعمال وإلغاء الأحداث
أغلقت أديداس مكاتبها في مونتجمري بارك وقرية بورتلاند بعد أن تعامل موظفان بشكل وثيق مع شخص ثبتت إصابته. أغلقت خمسة متاجر لباول كتب، وسرحت معظم الموظفين. تجربة حاضنة بورتلاند ألغت يوم العرض التوضيحي لـ (بّي آي أي)؛ عُقد حدث 19 مارس المقرر عقده في قاعة الثورة على الإنترنت. في 25 مارس، قامت شركة دايملر للشاحنات في أمريكا الشمالية بإغلاق مصنع في جزيرة سوان حتى 6 أبريل. قامت الشركات التي تتخذ من بورتلاند مقراً لها بتسريح الموظفين. في أبريل، أعلنت إيفراز عن خطط لتسريح 230 موظفًا في مصنع للصلب في بورتلاند، وأكدت شركة بريسيشن كاستبارتس خططها لإغلاق موقعها الرئيسي في بورتلاند.
أغلق متنزه أوكس وحلبة التزلج في متنزه أوكس بارك، وجمعية أوريغون التاريخية، وحديقة حيوان أوريغون، ومتحف بورتلاند للأطفال، وحديقة بورتلاند اليابانية أيضًا. حتى 19 مارس، أُغلق متحف بورتلاند للفنون ومتحف ولاية أوريغون للعلوم والصناعة حتى 31 مارس ومنتصف أبريل، على التوالي. ألغت قاعة كريستال بولروم ومسرح هاوثرون العروض المخططة أو أجلتها حتى منتصف أبريل. ألغى نادي مدينة بورتلاند الأنشطة. أرجأ مهرجان بورتلاند روز الأحداث السنوية، بما في ذلك موكب ستارلايت، إلى أجل غير مسمى.
أُلغي مؤتمر هيمب-سي بي دي لجمعية المنتجات العشبية الأمريكية، المقرر عقده في منتصف أبريل في فندق بينسون. وأُلغي أيضًا المؤتمر السنوي لنادي رود رانرز الأمريكي، المقرر عقده في فندق هيلتون بورتلاند خلال الفترة من 19 إلى 22 مارس. أُلغي مؤتمر حول الإسكان الميسور والمناخ واستقرار المجتمع الذي شارك فيه جوليان كاسترو خلال الفترة من 2 إلى 4 أبريل. كان من المقرر عقد تيكفيست إن دبليو في جامعة ولاية بورتلاند خلال الفترة من 2 إلى 3 أبريل، ولكن أُعيدت جدولته في الفترة من 6 إلى 7 أغسطس. أُعيدت جدولة طقوس الربيع في 11 أبريل في نوفمبر، ونُقل مهرجان أسبوع التصميم من الأسبوع الذي يبدأ في 18 أبريل إلى 1 - 8 أغسطس. أُلغي مهرجان الفنون والتكنولوجيا إكس-أوه إكس-أوه المقرر في سبتمبر. تأجل عرض المسير السنوي لفخر المثليين، وأُلغي معرض بورتلاند ريترو للألعاب. أُلغي مهرجان ووترفرونت بلوز المقرر عقده في الفترة من 2 إلى 5 يوليو، في 25 مارس.
بينما كانت مسابقات الهتاف والرقص ما تزال قائمة في مركز مؤتمرات أوريغون في أوائل مارس، أُلغيت العديد من الأحداث التي كان من المقرر استضافتها في المكان. في 5 فبراير، أُلغي معرض المواد المقرر في 12-13 فبراير. وأُلغي جيم فاير واحتفال سيلسي السنوي للديمقراطيين في مقاطعة مولتنوماه المقرر عقده في عطلة نهاية الأسبوع في 21 مارس. في 6 مارس، تأجل منظمي قمة غو ويست (اذهب للغرب)، وهو مؤتمر دولي للسفر في الفترة من 24 إلى 27 مارس كان من المتوقع أن يحضره قرابة 800 شخص. أُلغي مؤتمر ولاية أوريغون السنوي لطب الأسنان في ولاية أوريغون في الفترة من 2 إلى 4 أبريل. في 9 مارس، أُلغي حدث بيرنينغ كات الذي تنظمه الشركة للعبة الورق إكسبلودينغ كيتينز لشهر مايو.
في 14 مارس، أوقفت صحيفة بورتلاند ميركوري المنشورات المطبوعة حتى إشعار آخر. في 23 مارس، أدت القيود إلى إغلاق المنتزهات الترفيهية ومحلات الحلاقة، وصالات لعب البولينج، والصالات الرياضية، وصالونات تصفيف الشعر والأظافر، ومراكز التسوق، والمنتجعات الصحية، والمسارح.
في أواخر أبريل، تحرك الناشطون والمنظمون للاحتجاجات السنوية لعيد العمال في بورتلاند بالتزامن مع يوم العمال الدولي لاستضافة «رالي عيد العمال الافتراضي» في 1 مايو. في مايو، أعلن منظمو عيد بورتلاند أن الحدث لن يعقد كالمعتاد في سبتمبر. أقام مهرجان بورتلاند روز حدثًا على الإنترنت بعنوان «ليلة الافتتاح وألعاب نارية» في 22 مايو.

#### صناعة السينما والفنون المسرحية
اضطرت دور السينما المحلية إلى الإغلاق مؤقتًا. من بينها سينما 21 ومسرح لوريلهورست، الذي كان غير قادر على الاستمرار في العمل مع حدود السعة وإجراءات التباعد الاجتماعي، على الرغم من الجهود. في 13 مارس، أكد مسرح هوليوود خطط الإغلاق من 14 مارس إلى 8 أبريل. في السابق، كان المسرح يحد من القدرة الاستيعابية لـ 250 شخصًا وفقًا لحظر ولاية أوريغون للأحداث والتجمعات الاجتماعية الأخرى. أغلق مادنس فيديو -متجر لتأجير الفيديو والأفلام- وأعاد رسوم التأخير. سمحت سينما 21 لاحقًا للناس ببث أفلام مستقلة في المنزل.
أغلقت قاعة حفلات أرلين شنيتزر ومسرح برانيش في أنطوانيت هاتفيلد هول، ما اضطر سيمفونيو أوريغون إلى إلغاء العروض. في البداية، ألغت سيمفونية العروض بين 13 مارس و6 أبريل. سُرح 76 موسيقي و19 موظفًا، وقدم رئيس المنظمة وكبير مسؤوليها التنفيذيين نداءً للتمويل إلى الحاكم براون. قامت بورتلاند سنتر ستيج بإلغاء الإنتاج لمدة ثمانية أسابيع (حتى 8 أبريل) وفصل 78 شخصًا. ألغت أوبرا بورتلاند 20-28 مارس عروض باجازيت في مسرح نيوماركت في قاعة أنطوانيت هاتفيلد هول. قام مركز الفنون ديسجيكتا بإلغاء أو تأجيل الأنشطة. أُغلق مركز نورثوست السينمائي وأُلغي مهرجان بورتلاند السينمائي الدولي. قامت الكنيسة القديمة بتأجيل الحفلات الموسيقية حتى 8 أبريل، ما أجبر غرفة الموسيقى الشمالية الغربية على إعادة جدولة بعض العروض.

#### خدمات الطعام وصناعة المطاعم
كانت صناعة المطاعم في المدينة «محطمة تمامًا» بسبب حظر المطاعم والحانات في الولاية. حظر الحاكم براون الاستهلاك الداخلي عبر ولاية أوريغون، اعتبارًا من 17 مارس. وأغلق بعض المطاعم تمامًا، بينما نفذ البعض الآخر عمليات تقديم الطعام وتوصيله. أغلقت مطاعم أكاديا: نيو أورليانز بيسترو، ودوغ فير لاونج، وكينز أرتيزان بيتزا، ولو بيسترو مونتاج، ولو بيجون، ونوسترانا، وأوليمبيا بروفونس، وبوك بوك، وسولت أند سترو، وسكرين دور مؤقتًا. واصل هوت ليبس بيتزا، وفرن، وشيكر، وسيزل باي خدمة توصيل البيتزا وتسليمها، اعتبارًا من 27 مارس. بدأ شليت ديستليري أند غريل في تقديم المطهر اليدوي المصنوع من الكحول للعملاء. أُنشئ موقع الويب (بي دي إكس 2 غو) من أجل تتبع الشركات التي ما تزال تقبل الطلبات، واستمرت بعض عربات الطعام في العمل. أُغلق ليبرتي جلاس، وهو حانة و«خدمة تعاونية» في شمال بورتلاند بشكل دائم في منتصف أبريل «بسبب مخاوف مالية متعلقة بكوفيد-19».
قام 12 من أصل 27 من موظفي كراش بار المسرحين باحتجاج واتهموا المالك بـ «[خرق] القانون بحرمانهم من استخدام ساعات المرض المستحقة لتغطية الأجور المفقودة». كان من المفترض أن تستمر المظاهرة لمدة 24 ساعة لكن الشرطة أوقفتها بعد ساعة. واصل نادي التعري لاكي ديفيل لاونغ تقديم قائمة كاملة مع خدمة التوصيل إلى المنزل لـ«المتعريات» في إطار عملية الأعمال بوبر إيتس. وقد شارك ما يقرب من 25 متعرية؛ الراقصات مدفوعات ومحميات من قبل حراس الأمن، مسلحين بالقفازات، والأقنعة، ومعقم اليدين، مع عدم السماح باللمس من قبل العملاء.
في أواخر أبريل، باعت رينغسايد ستيكهاوس قطع شرائح اللحم المجمدة مباشرة لعامة الناس لأول مرة منذ 75 عامًا. تسببت هذه الخطوة في ازدحام مروري بطول ميل على طول شارع ويست برنسايد، وبيعت المنتجات في أقل من 2.5 ساعة. كررت رينغسايد عملية البيع في الشهر التالي، ولكن هذه المرة مع قبول الحجوزات عبر الإنترنت لتجنب الازدحام المروري. بحلول أوائل مايو، أكدت بعض المطاعم خطط إغلاقها نهائيًا، بما في ذلك كلايد كومون. في وقت لاحق من ذلك الشهر، أكد وونغس كينغ والمطاعم الخمسة التي يملكها ديفد ماشيد بما في ذلك ألتابيرا سيتي ترافيه ونيل سينترو خطط الإغلاق نهائيًا. أعلن أصحاب كل من بلوهور، ارفينغ ستريت كيتشن، ولي بيسترو مونتاج، وريفيلري خطط الإغلاق نهائيًا في يونيو. أُغلق معظم مواقع بوك-بوك والمطاعم ذات الصلة بشكل دائم، ولم يتبق سوى المطعم الأصلي وربما مطعم بوك-بوك وينغ واحد في جنوب شرق بورتلاند.
كانت سيدة الأعمال المحلية إريكا بولمار مفيدة في الجهود المبذولة للضغط على الحكومات المحلية وحكومات الولايات والفدرالية من أجل إغاثة المطاعم وغيرها من الشركات ذات الصلة بالغذاء. كانت عضوًا مؤسسًا وعضوًا في فريق القيادة في تحالف المطعم المستقل.

#### صناعة الضيافة
وشهدت صناعة الضيافة أيضًا موجة من إلغاء الحجوزات تبعها انخفاض فيها. قام فندق جوبيتر بتسريح نصف موظفيه بحلول 18 مارس بعد انخفاض معدلات الإشغال اليومي إلى 7-20%. اشترك جوبيتر في شراكة مع مقاطعة مولتنوماه لاستخدام غرف الفندق البالغ عددها 81 مأوى مؤقت للمشردين. يضم الفندق أولئك الذين «يعانون من أعراض فيروس كورونا ولكنهم لم يثبتوا إصابتهم». علقت ناينز عمليات الفنادق والمطاعم في 19 مارس، اعتبارًا من 22 مارس. وقامت ريجنسي بورتلاند لايف، التي افتتحت في ديسمبر 2019، بتعليق عملياتها في مارس.
في أوائل أبريل، أبلغت شركة ترافل بورتلاند عن انخفاض بنسبة 805 تقريبًا في الطلب على السكن والإيرادات ومعدلات الإشغال في بورتلاند مقارنة بالعام الماضي. رئيس فنادق بروفينانس، التي تمتلك أو تدير ستة فنادق في بورتلاند، غادر الشركة في منتصف أبريل بسبب الوباء. في أبريل، توقع مسؤولو المدينة انخفاض عائدات ضرائب السكن بنسبة 50% خلال الـ 12 شهرًا المقبلة، «ما يؤدي إلى نقص 20 مليون دولار».

### التأثير على الرياضات المهنية
بعد تعليق الموسم من قبل الاتحاد الوطني لكرة السلة (إن بي أيه) والدوري الرئيسي لكرة القدم (إم إل إس)، قامت بورتلاند تريل بليزرز وبورتلاند تمبرز بإلغاء المباريات. بلغ متوسط حضور ألعاب ترايل بلايزرز وتيمبرز نحو 19000 و25000 شخص في ذلك الوقت. أعلنت (إم إل إس) مبدئيًا تعليقها لمدة 30 يومًا، عندما كان من المقرر أن يلعب تمبرز في بروفيدينس بارك خمس مرات بين 12 مارس ومنتصف أبريل. مدد دوري كرة القدم التعليق إلى ثمانية أسابيع في 19 مارس. أُلغيت بطولة بورتلاند ثورنس إف سي للموسم قبل 29 مارس - 4 أبريل في 12 مارس، قبل وقت قصير من إلغاء الدوري الوطني للسيدات لكرة القدم مباريات ما قبل الموسم في الدوري. ستكون تذاكر تمبرز وثرونز صالحة للمباريات المجدولة، اعتبارًا من 12 مارس. في 17 مارس، أعلن تمبرز وثرونز أن العاملين بدوام جزئي سيظلون يتلقون تعويضات عن الألعاب الملغاة، من بين مبادرات مجتمعية أخرى.
شجع داميان ليلارد المعجبين على البقاء في المنزل والالتزام بالتباعد الاجتماعي. قال في حساب إنستغرام على الدوري الاميركي للمحترفين يوم 23 مارس، «لقد كنت أغسل يدي، والتزم بالتباعد الاجتماعي - حافظ على مساحتك. لا تنضم إلى الحشود، ابق في مجموعات صغيرة. سيكون من الأفضل البقاء في المنزل. آمل أن يُزود الجميع بكل ما يحتاجونه حتى يتمكنوا من الحفاظ على سلامتهم. افعلوا كل شيء بالطريقة التي طُلب منا المساعدة في تجاوزها بشكل أسرع. مثلما قلت، ستظل آمنًا، ستكون جيدًا». ظهر الحاكم براون وسي جيه ماكولوم في إعلان الخدمة العامة لتعليم الأطفال حول المرض وكيفية الوقاية من انتقاله.

## التأثير على التعليم
أغلقت الحاكمة براون مبدئيًا كل المدارس للصفوف الدراسية من الأول وحتى الثاني عشر وذلك حتى 31 مارس. مُدِّدت الفترة 4 أسابيع إضافية، من المقرر أن يعود الطلاب في 28 أبريل. خصصت مدارس بورتلاند الحكومية 15 بناءً كمواقع توزيع وجبات للطلاب، وقد أخذت بعين الاعتبار تزويد الطلاب بنحو 45,000 جهازًا من أجل التعليم عن بعد. أُلغِيت مراسيم التخرج في الجامعات والمدارس الثانوية. في 8 أبريل، مددت الحاكمة براون إغلاق المدارس حتى نهاية العام الدراسي 2019 – 2020.
أُغلِقت كل فروع مكتبة مقاطعة مولتنوماه في 13 مارس. أعفت المكتبة الطلاب من الرسوم المتأخرة، واستمرت بتوفير واي-فاي عام.  
بدأ طلاب جامعة أوريغون للصحة والعلوم وجامعة بورتلاند تقديم خدمات رعاية الأطفال وأداء مهمات اختصاصيي الرعاية الصحية المحليين.  

### الجامعات والرياضات الجماعية
ألغت جامعة ولاية بورتلاند الامتحانات النهائية التي تتطلب حضورًا شخصيًا، وألغت الصفوف التي تتطلب حضورًا شخصيًا خلال الفصل الدراسي الربيعي، ولجأت إلى أسلوب التعليم عن بعد. تحولت جامعة بورتلاند إلى التعليم عبر الإنترنت، والغت كل المباريات والممارسات الرياضية خلال الفصل الدراسي الربيعي. طبّقت جامعة لويس وكلارك وجامعة لينفيلد وجامعة ويلاميت أسلوب التعليم عن بعد أيضًا.
في 19 مارس، أعلن مارك إل. بورمان خططًا لإعادة فتح جامعة بورتلاند في أوغست من أجل الفصل الدراسي الخريفي.

## التأثير على وسائل النقل العامة
في 5 مارس 2020، بدأ عمال وكالة النقل الإقليمي بمنطقة بورتلاند، ترايميت (بالإنجليزية: TriMet) عمليات تطهير ليلية للأسطح الداخلية للحافلات، وقطارات ماكس لايت، وقطارات ويس كوميوتر، ومركبات نقل ليفت. لاحقًا في 19 مارس، أبلغت وكالة ترايميت عن انخفاض كبير في معدل الركوب، إذ كان عدد الركاب في مركبات ترايمت أقل بنحو 140.000 شخص بالمقارنة مع متوسط أيام الأسبوع في فبراير. في 26 مارس، أوقفت ترايمت مؤقتًا قبول الدفع النقدي لثمن تذاكر الحافلات مطالبة جميع الركاب بالدفع باستخدام نظام هوب فاستباس وذلك لتقليل الوقت الذي يقضيه الركاب بالقرب من السائق. بعد ذلك بيومين، أعلنت الوكالة عن تخفيض في خدماتها.
في 5 أبريل، قللت ترايميت تواتر قطارات ماكس ليصبح مرة كل 15 دقيقة، وقطارات ويس ليصبح مرة كل 45 دقيقة. عدلت الجداول الزمنية لـ 84 خط حافلات وعلقت مسار الحافلات الليلي 272–PDX. بعد أربعة أيام، فرضت الوكالة حدًا مؤقتًا يبلغ 10 ركاب لكل حافلة، أو ما يصل إلى 15 إذا شمل أفرادًا من نفس العائلة يسافرون معًا، وبدأت بتثبيت لافتات على مقاعد الحافلات من أجل تطبيق التباعد الجسدي. على موقعها الإلكتروني، طلبت ترايمت من العامة «الحفاظ على مسافة ستة أقدام من الركاب والآخرين ومن السائق» و«عدم استخدام وسائل النقل إلا عند الضرورة». أطلقت الوكالة خدمة مؤقتة جديدة في 26 أبريل، الخط 297 بين مركز نقل روز كوارتر ومركز استبدال عبوات الطوارئ التابع لمؤسسة أوريغون لإعادة تدوير المشروبات في شمال غرب بورتلاند عبر الحي الصيني القديم، الذي أُنشِأ للأشخاص الذين يستردون عبوات المشروبات الفارغة بناءً على طلب مكتب الحاكمة.
تبنّت وكالات النقل الأخرى في جميع أنحاء المنطقة تدابير مماثلة، بالإضافة إلى تدابير لمساعدة أفراد المجتمع المحتاجين. في 19 مارس، بدأت حافلات النقل الإقليمي لمنطقة جنوب الميترو في ويلسونفيل تعمل مؤقتًا دون أجرة لدعم المسافرين الذين يعتمدون على وسائل النقل. في 6 أبريل، خفضت حافلات النقل الإقليمي لمنطقة جنوب الميترو خدماتها بنسبة 25% بعد أن أبلغت عن انخفاض حاد في معدل الركوب. في 23 مارس، خفضت عربات الشارع جدولها الأسبوعي المعتاد من مرة كل 15 دقيقة ليصبح مرة كل 20 دقيقة استجابة لأمر البقاء في المنزل المفروض على مستوى الولاية. حسنت أيضًا سيارات الأجرة التابعة لشركة راديو كاب إجراءات التنظيف.
زاد ميناء بورتلاند الذي يطل على مطار بورتلاند الدولي والمركز الجوية والبحرية العامة في منطقة العاصمة معدل عمليات التنظيف في منشآته بحلول 2 مارس. يركز الميناء على محطات المعلومات والدفع، والحافلات المكوكية، وأكشاك المستخدمين، عقب توصيات صادرة عن مقاطعة مولتنوماه ومركز السيطرة على الأمراض والوقاية منها، وجعل مطهر اليد متاحًا للأشخاص الذين يستخدمون النقل البري. في 10 أبريل، أبلغ مطار بورتلاند الدولي عن انخفاض بنسبة 80% في الرحلات الجوية، وانخفاض عدد الركاب بنسبة 94% مقارنة بالعام السابق. وقد أدى ذلك بالميناء إلى خفض نفقاته المتوقعة بنحو 20 مليون دولار للسنة المالية القادمة. بدأ المطار يطلب تغطية الوجه في مايو.

## التأثير على الدين
أُلغت العديد من الكنائس، والمساجد، والمعابد اليهودية، وأماكن العبادة الأخرى، خدماتها أو أصبحت تُقدَّمها عن طريق بث مباشر بما في ذلك مجمع نفيه شالوم والكنيسة التوحيدية الأولى في بورتلاند. بدأت كنيسة بريدجتاون في بورتلاند تقديم الخدمات عبر برنامج زوم. أوقف أكبر مسجد في المدينة، مسجد الصابر، صلاة الجمعة وطلب من المصلين البقاء في منازلهم.
شجع رئيس الأساقفة ألكسندر كينج سامبل من أبرشية بورتلاند الكاثوليكية الكهنة على أن «يكونوا مبدعين» فيما يتعلق بإمكانية الوصول، و«أصدر توجيهات للأبرشيات من أجل إلغاء أي فعالية تشمل أكثر من 250 شخصًا، وشجع أولئك الذين تزيد أعمارهم عن 60 عامًا أو الذين يعانون من مشاكل طبية كامنة على عدم حضور القداس وأعفاهم من الواجب». أُلغيت القداسات حتى 14 أبريل، والتي شملت أسبوع الآلام وعيد الفصح. قال رئيس الأساقفة سامبل إن هذا الإعلان كان «أحد أكثر الأمور التي كتبتها صعوبة». علّق جروتو (المزار الوطني لأمنا الحزينة) القداس حتى 31 مارس، ولكن الزوار مدعوون لزيارة المزار الخارجي والحدائق العليا.

## الجريمة
قال مكتب شريف مقاطعة مولتنوماه في 23 مارس إن معدل الجريمة في هذا الشهر حتى الآن أقل من معدل مارس 2019. وقد أعلن نفس المكتب أنهم لا يسجلون أي اعتقالات بسبب جُنَح، ويقدمون بدلًا عن ذلك استشهادات. أبلغت الوكالة أيضًا عن حجوزات أقل في السجون، ونقلت بعض السجناء في الموجودين في سجن إنفيرنيس في شمال شرق بورتلاند إلى مساكن مؤقتة تشبه المهاجع من أجل اتباع إجراءات التباعد الاجتماعي. أبلغت قناة KATU عن حدوث سلسلة من عمليات السطو في قطاع بيرل. بدأت مجموعة الأزمة كول تو سافيتي، والتي تدعم الأشخاص الذين يتعرضون لعنف منزلي، تتلقى ضعف عدد الاتصالات والكثير من طلبات من أجل الحصول على مأوى وموارد الأخرى وذلك بمجرد تطبيق أمر البقاء في المنزل. سُرِقت الآلاف من أقنعة التنفس التي تُقدَّر قيمتها بنحو 2,500 دولار من مركز إعادة البناء في شمال بورتلاند في مارس. استعيدت بعض الأقنعة وجرى التبرع بها للمشافي المحلية. في أبريل، ضبط محققون فيدراليون 100 مجموعات فحص لفيروس كورنا قد شُحِنت من الصين إلى شقة في بورتلاند.

## قطاع الرعاية الصحية
تأثرت قطاع الرعاية الصحية المحلي بالجائحة بشكل كبير. قالت الحاكمة كيت براون إن الإجراءات الطبية غير الطارئة يمكن أن تُستأنف اعتبارًا من 1 مايو. في 27 مارس، بدأت بورتلاند «هتافات تضامن» كل ليلة للتعرف على العاملين في الرعاية الصحية والعاملين الآخرين الموجودين في الخطوط الأمامية، بشكل مشابه لما حدث في عدة مدن حول العالم.